# Gregorio Manzano Ballesteros
Gregorio Manzano Ballesteros (Bailén, 5 d'agost de 1956) és un entrenador de futbol andalús.

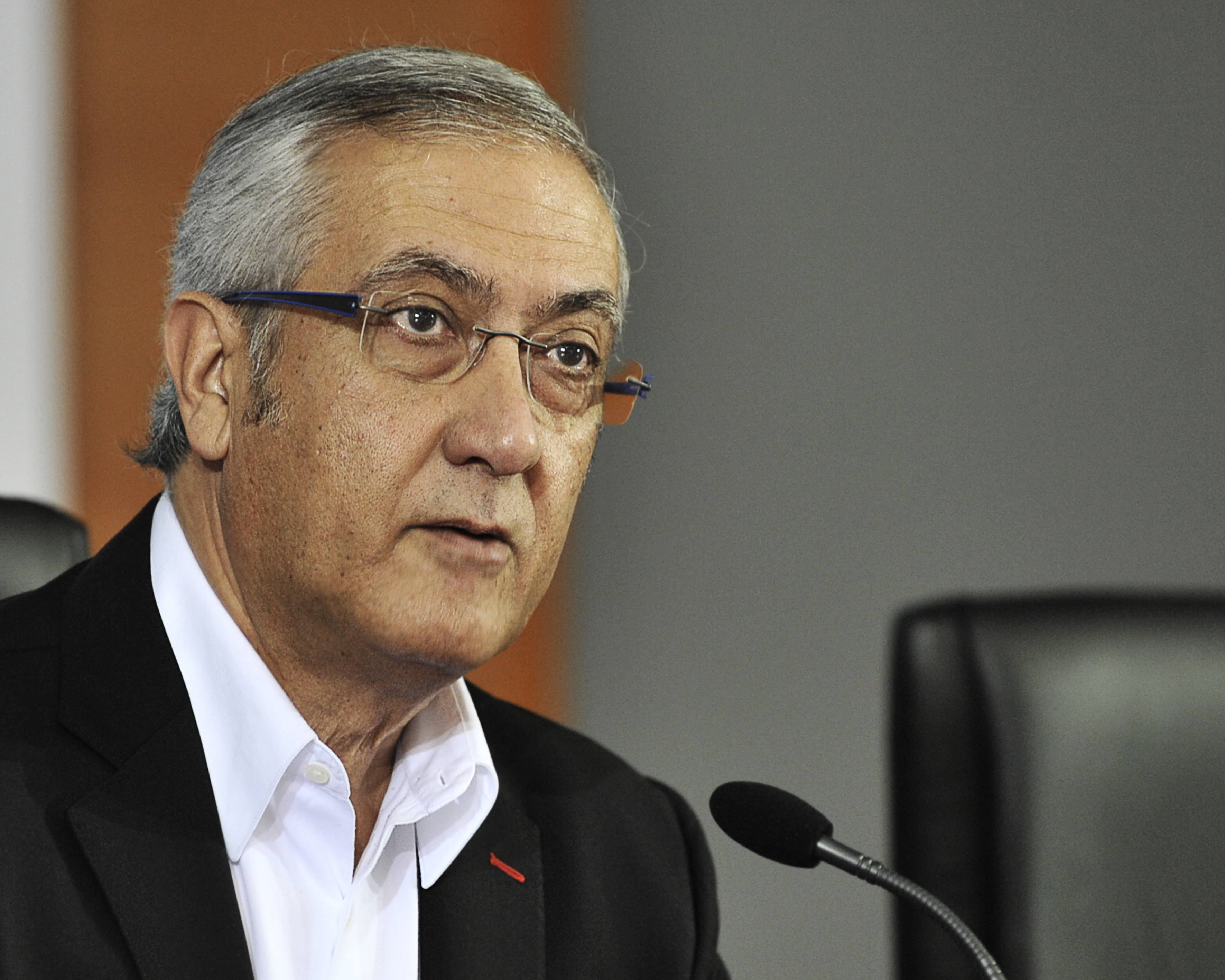
Xerrada de Goyo Manzano a la Universitat de Jaén (13-12-2013)

## Biografia
A diferència de la majoria dels entrenadors, Gregorio Manzano no va ser futbolista professional, sinó professor a un institut públic. El 1983 va començar a entrenar l'equip de futbol de Santisteban del Puerto, a la província de Jaén. Els seus coneixements de psicologia i la seva capacitat didàctica van fer que entrenés diversos clubs de la província a categories regionals i Tercera Divisió.
El 1996 va fitxar pel Talavera CF de Segona Divisió B, amb el qual va disputar dues fases d'ascens a Segona, sent contractat el 1998 pel CD Toledo on va assolir la setena posició a la Segona A. A l'any següent va fitxar pel Reial Valladolid, debutant a Primera Divisió i aconseguint el vuitè lloc.
Després d'entrenar al Racing de Santander i el Rayo Vallecano, al qual va mantenir a Primera després d'arribar al club quan estava al 19è lloc, va fitxar pel Reial Mallorca el 2002. A la seva primera temporada al conjunt balear, va guanyar una Copa del Rei, fet que li va permetre fitxar per un dels grans del futbol espanyol, l'Atlètic de Madrid amb el qual va assolir la 7a posició.
Va fer una breu estada al Málaga CF, on va ser destituït a la jornada 18a, i va començar la temporada 2005-06 sense equip. El 14 de febrer de 2006, després de la dimissió d'Héctor Cúper a la banqueta del Reial Mallorca, torna a fitxar per l'equip balear, on arriba a la jornada 24 quan l'equip estava a la darrera posició i va aconseguir mantenir-lo al 13r lloc. Va finalitzar el seu contracte amb el Reial Mallorca el juny de 2010, sense renovar. Al setembre de 2010 va fitxar pel Sevilla FC.

## Palmarès

### Reial Mallorca
- Copa del Rei: 2002-03